# Tunnel du Mont Russelin
Le tunnel du Mont Russelin est un tunnel autoroutier à un tube parcouru par l'autoroute A16 et situé dans le canton du Jura en Suisse. Il relie Saint-Ursanne à la vallée de Delémont, à mi-distance entre les localités de Boécourt et Glovelier. D'une longueur de 3 550 mètres, il est ouvert à la circulation depuis 1998.